# Uwe Brandner
Pour les articles homonymes, voir Brandner.
Uwe Brandner est un réalisateur allemand né à Reichenberg le 23 mai 1941 et mort le 30 juillet 2018 à Freising. 

## Filmographie partielle
- 1969 : Blinker
- 1971 : Je t'aime, je te tue (Ich liebe dich, ich töte dich)
- 1972 : Tête ou croix
- 1977 : Halbe-Halbe